# 聖沢龍
聖沢 龍（みずさわ りゅう、1977年5月19日 - ）は、日本のメディアプロデューサー、音楽プロデューサー、エッセイスト、作詞家、ビューティージャーナリストである。

## 略歴
13歳からゼネコンの会社を起業。高校在学中から当時婦人画報社刊行（現アシェッド婦人画報社）の女性誌25ans編集部 インターンを経験。以降、慶應義塾大学在学中よりファッションスタイリスト、エディトリアルディレクターを経て、2002年メディアプロデューサーとして活動を開始。美容タレントブームの先駆けをつくり活躍したメディアプロデューサーの1人。（ファッションコンセプトmagazine『Love it.』わたしの履歴書から抜粋）
90年代はスタイリストメインに活動。ファッション雑誌やタレントのスタイリングを手がけた。当時、雑誌ではやりすぎではないモード「エアリーモード」を得意とし、スタイリスト ソニアパークなどと並び人気スタイリストの1人として活躍。（主婦と生活社「 ar 」コラムより抜粋）
90年代当時タレントのスタイリングは主にアーティストを多く担当。ライジングプロダクションのアーティスト知念里奈、SPEED、MAX、メインに雑誌、歌番組、バラエティ番組を担当する。（※講談社刊 『美の儀式』高須悦子との対談より抜粋）
経済界とのゆかりも深く、カルロス・ゴーンや川淵三郎のスタイリングを担当していたこともある。（※FM仙台 空想雑貨店Radioより抜粋）
スローライフという言葉を作り、スローライフブームをつくる。自身もスローライフブランド『十一月、空想雑貨店。』より、エッセイ集をシリーズで刊行。傍、同名の服飾ブランドやオリジナル雑貨を立ち上げデザイナーとしても活躍する。シリーズとして出版されたエッセイは、業界初 出版社の垣根を越えリレー形式にて出発された。同名のラジオ番組を FM NACK5にて季節毎にON AIRするなど多岐にわたるユニークな活動を展開。（※FM仙台 空想雑貨店Radioより抜粋）
2000年代初頭のジュニアファッションのブームにも関わりが深い人物としても有名。 後の人気女優となる新垣結衣、音楽グループperfume、モデル森絵梨佳をジュニアファッション誌のメインモデルとして起用。雑誌ともに人気を博す存在へと導いた。常に売れっ子になる原石をみつける秘訣を対談にて聞かれた際「誰を選ぶときも同じですが、何かが突飛して秀でているのではなく、その方の生きかたも含めたバランス。自分の中でそのバランスのピースがカチっとはまった人は必ずブレイクする原石だと思っています」と語っている。（※（※講談社刊 『美の儀式』高須悦子との対談より抜粋）
君島十和子、武田久美子、杉本彩、IKKOをはじめとする数多くの美容タレントの発掘とメディアプロデュースを重ね、2002年から2006年までの4年間でプロデュースしたタレントの書籍累計出版部数は200万部を超えた。手法が特徴的とされ書籍を CMがわりにし、メディア露出へと導く。的確なマーケティング力により各出版社、各芸能事務所からのオファーの耐えないヒットメーカーとして有名になる。（※講談社刊 『美の儀式』高須悦子との対談から抜粋）（ファッションコンセプトmagazine『Love it.』わたしの履歴書から抜粋）
プロデュースの枠は、アーティストや経済人にまで及ぶようになる。T.M.Revolution 西川貴教、八代亜紀、高須悦子など多数に及ぶ。（※講談社刊 『美の儀式』、アスコム刊 undercoverから抜粋）
多彩な活動を若くからしてきたが、30代中盤の2010年、突如原因不明の難病となりすべての活動を停止し、闘病生活に入る。（※ファッションコンセプトmagazine『Love it.』わたしの履歴書から抜粋）（※本人のSNS diaryから抜粋）
難病の長い病床生活からその価値観は180度変化したといい、メディアプロデュースから距離を置く。
2015年から音楽プロデューサーとして日音系列の音楽プロダクションへヘッドハンティングをうけ所属するが、入社直ぐから社長により複数のハラスメントを受けたことにより裁判にふみきる。示談金にて決着をつけ退社。（※本人のSNS diaryから抜粋）
2017年 音楽プロデューサーとして独立。個人事務所 CRAVE OUT incを設立。ドラマ、映画をはじめとする劇版音楽を中心に若手作曲家とのコラボレーションを行い音楽に携わる若手の育成にあたる。その他アパレル、フラワー事業と様々マーケティングスキルを用いて現在も経営者として活躍の幅を広げている。（※ファッションコンセプトmagazine『Love it.』わたしの履歴書から抜粋）
2015年からは、自身が主宰する「junto donation」という活動もスタート。FacebookやInstagramなどSNSを使い定期的に多数のユーザーへ呼びかけている。動物保護や、被災地の支援などへも物資を募り向かうなど本格的に活動。最近では熊本地震での活動はテレビでも報じられた。junto とはブラジル語で「一緒に」という意味があり、普通に生活している人もできる事を「一緒に」はじませんか？という想いをこめている。活動の場は国内のみならず世界へも広げている。（※本人のSNS diaryから抜粋）（※ネットニュースから抜粋）（アメバ TV放送から抜粋）

## 活動

### スタイリスト時代

#### スタイリングしたタレント
- カルロスゴーン
- 川淵三郎（元サッカー連盟チェアマン）
- 池畑慎之介
- 谷原章介
- 尾上菊之助
- MAX
- 知念里奈
- 米米クラブ（シュークリームシュ担当）

#### 関わった主なCM・スチール
- 花王「クイックルワイパー」
- ブルボン社　お菓子多数
- ハーゲンダッツ（フードスタイリストとして）
- 三越
- 松屋デパート
- 日清製粉
- 強力わかもと
- 小林製薬「トイレその後に」など
- 三洋オーブンレンジ、冷蔵庫

### エディトリアルディレクター時代

#### 関わった雑誌（女性向けファッション誌）
- 25an（ヴァンサンカン）
- ヴァンテーヌ
- メンズクラブ
- ef
- ar
- マリクレールジャポン
- Good house Keeping japan
- BISES（ヴィズ）
- ラ・セーヌ
- fine
- CAZ
- OZ
- Living

#### 関わった雑誌（子供向けファッション誌）
- ニコラ nicola
- ピチレモン　ptiti lemon
- セブンティーン　seven teen
- バースデイ
- モニーク
- ミスティー

#### 関わった雑誌（声優関係）
- ボイス VOICE　（徳間書店）

#### 映画コメンテーターとしての連載
- GEILL（ジル）
- CAZ（キャズ）のリニューアルディレクター（東京ディズニーシーオープン時）

#### デビュー前に起用したタレント
- 新垣結衣　新潮社　nicola（ニコラ）
- 森絵梨佳　実業之日本社　バースデイ
- Perfume　実業之日本社　バースデイ

### プロデューサー時代

#### 関わったタレント・歌手
- 君島十和子
- 武田久美子
- 杉本彩
- 西川貴教（T.M.Revolution）
- 八代亜紀

#### テレビ出演経験
- ジャスト他

#### CMポスター出演経験
- サムソン（ノートパソコン）

### プロデュースした書籍
- エレガンス・バイブル―美しくありたいと願う、全ての女性に捧ぐ（2002年5月、双葉社）ISBN 978-4575293876
- パーフェクト十和子スタイル（2002年12月、ベストセラーズ）ISBN 978-4584159590
- 武田久美子という生き方 きれいでいるには理由がある（2004年7月10日、小学館） ISBN 978-4-09-363112-9
- くみこの掟 武田久美子美しくなる魔法の言葉集（2005年1月17日、講談社）ISBN 978-4-06-212788-2
- プレシャスKUMIKOボディ（2005年5月、アスコム）ISBN 978-4-7762-0244-8
- UNDER COVER 大型本 – 2006/1/1　西川 貴教  (著) ISBN 978-4776203001
- 杉本的、美人図鑑。（2007年2月）ISBN 978-4776203841
- 舟唄ビューティー 大型本 – 2007/12/18　八代 亜紀  (著)　ISBN 978-4776204923

### 著書（「十一月、空想雑貨店。」名義）
- いつもの暮らし、いつもの時間。―アンティーク時計と過ごす、幸せなとき ムック – 2004/4 ISBN 978-4413051286
- 「或る、晴れの日。」 もっとスローで、ずっとオリジナル。ウェディングスタイル読本 単行本 – 2004/8/13 ISBN 978-4309267722
- ふわふわ、やわらかいね。毛糸のこもの。 アンデミルミルetc.でかんたん手づくり 単行本 – 2004/9/3「十一月、空想雑貨店。」ISBN 978-4309267791
- 雨ふりの本。単行本 – 2005/6「十一月、空想雑貨店。」ISBN 978-4877586171
- タイセツナヒトニ、贈ル。 単行本 – 2005/12 「十一月、空想雑貨店。」 ISBN 978-4877586256